# Idrossido di sodio
L'idrossido di sodio, talvolta denominato impropriamente idrato di sodio e commercialmente noto come soda caustica, è una base minerale forte, solido a temperatura ambiente, estremamente igroscopico e deliquescente, spesso venduto in forma di gocce biancastre dette perle, pasticche o perline; la sua formula chimica è NaOH.
Una soluzione di 40 g/l in acqua a 20 °C ha pH di circa 14. È molto solubile in acqua (oltre 1 kg per litro a 20 °C) ed abbastanza solubile in etanolo (139 g/l). La sua dissoluzione è accompagnata da un consistente sviluppo di calore; nel caso dell'etanolo o di altri solventi organici, tale calore può persino far infiammare i vapori del solvente.
Viene conservato in recipienti sigillati perché igroscopico (tende ad assorbire l'umidità dell'aria) e perché reagisce facilmente con l'anidride carbonica dell'aria trasformandosi in idrogenocarbonato di sodio e carbonato di sodio; il fenomeno prende il nome di carbonatazione. L'idrossido di sodio si ottiene principalmente per elettrolisi delle salamoie (soluzioni di cloruro di sodio) insieme all'idrogeno ed al cloro gassosi.

## Utilizzi
Nell'industria chimica, è un reagente di ampio impiego; è utilizzato nella sintesi di coloranti, detergenti e saponi, nella fabbricazione della carta e nel trattamento delle fibre del cotone, nonché nella produzione dell'ipoclorito di sodio (la comune candeggina) e di altri sali sodici, quali il fosfato ed il solfuro.
La soluzione alcolica viene adoperata in campo di sintesi organica, in quelle reazioni in cui essa sia richiesta, ma si necessita della totale assenza di acqua sia come liquido che come vapore nell'aria. Queste sono reazioni dette comunemente "anidre" o meglio "dry", generalmente condotte in atmosfera di gas inerte come l'azoto. Viene altresì usato per rigenerare le resine a scambio ionico utilizzate per la demineralizzazione dell'acqua.
A livello domestico trova uso sotto forma di soluzione acquosa nei prodotti per disciogliere i grumi di prodotti organici che a volte otturano gli scarichi dei lavelli; va comunque maneggiato con una certa cautela, dato che provoca ustioni per contatto con la pelle e cecità per contatto con gli occhi. Serve anche, opportunamente diluito con acqua non dura e miscelato con grassi animali o vegetali, per preparare saponi artigianali.
Viene inoltre utilizzato nella preparazione di un tipico piatto scandinavo, il lutefisk, e nella preparazione industriale dei brezel. Tra gli additivi alimentari è identificato dalla sigla E 524.
Nel settore enologico viene adoperata per la pulizia interna delle cisterne con residui di tartaro, mediante apposite pompe dotate di particolari getti. Risulta anche molto efficace per rimuovere residui oleosi e il cattivo odore da tanichette di plastica o di acciaio inox.
È molto usato inoltre in elettronica per la produzione di circuiti stampati mediante la fotoincisione; è indispensabile per rimuovere il fotoresist impressionato dai raggi UV, in concentrazione di 7 kg/m³.
Viene utilizzato anche in bagni termostatici per lo sviluppo delle pellicole di nitrocellulosa LR 115, usate per la misurazione della concentrazione di gas radon.

## Precauzioni

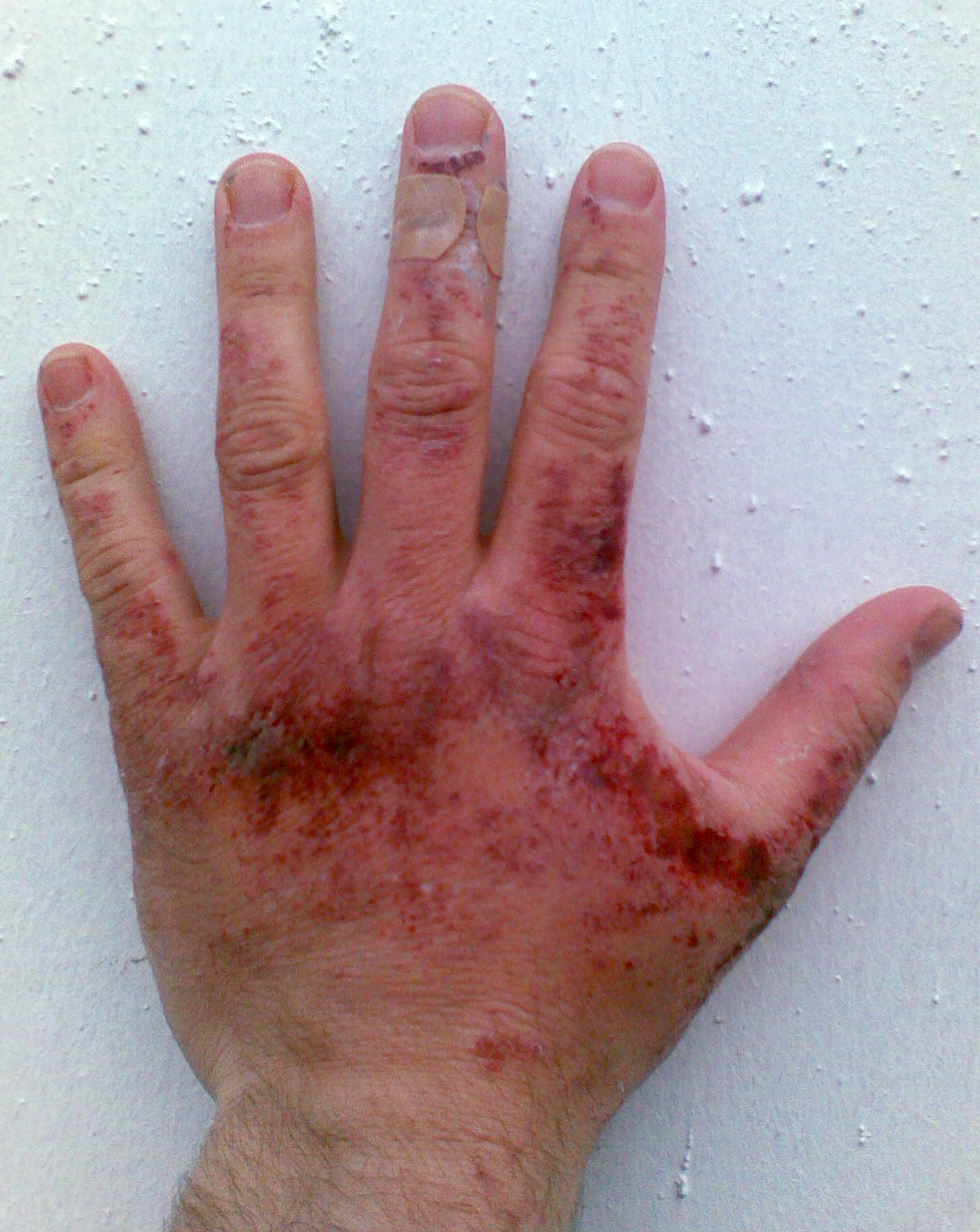
Ustione da soda caustica

L'idrossido di sodio possiede una notevole capacità corrosiva. Il solo contatto del composto solido con la pelle non causa gravissime ustioni, ma è tassativo maneggiarlo con guanti ed occhiali protettivi. Inoltre, il contatto del composto durante la sua reazione con l'acqua può essere molto dannoso.
La sua dissoluzione in acqua è una reazione fortemente esotermica, libera cioè molto calore.
| Frazione massica | Concentrazione molare | Densità    |
| ---------------- | --------------------- | ---------- |
| 0,00159          | 0,040 kmol/m3         | 1000 kg/m3 |
| 0,04655          | 1,222 kmol/m3         | 1050 kg/m3 |
| 0,0919           | 2,527 kmol/m3         | 1100 kg/m3 |
| 0,1373           | 3,947 kmol/m3         | 1150 kg/m3 |
| 0,1825           | 5,476 kmol/m3         | 1200 kg/m3 |
| 0,2282           | 7,129 kmol/m3         | 1250 kg/m3 |
| 0,2741           | 8,906 kmol/m3         | 1300 kg/m3 |
| 0,3210           | 10,83 kmol/m3         | 1350 kg/m3 |
| 0,3699           | 12,95 kmol/m3         | 1400 kg/m3 |
| 0,4207           | 15,25 kmol/m3         | 1450 kg/m3 |
| 0,4733           | 17,75 kmol/m3         | 1500 kg/m3 |

## Sintesi
L'idrossido di sodio è facilmente sintetizzabile quando, con una reazione di scambio semplice, il sodio viene a contatto con l'acqua, liberando anche idrogeno gassoso e cambiando aspetto quasi istantaneamente, divenendo appunto NaOH.
{\displaystyle {\ce {2Na +2 H2O-> 2NaOH +H2}}}
Il processo avviene anche tra l'ossido di sodio e l'acqua, che accade però con una reazione di combinazione :
{\displaystyle {\ce {Na2O + H2O -> 2NaOH}}}
Nota bene: Esperimento potenzialmente pericoloso, non riprodurre senza le dovute precauzioni.